# Torsie (differentiaalmeetkunde)
In de differentiaalmeetkunde in drie dimensies, een deelgebied van de wiskunde, meet de torsie van een ruimtekromme, hoe sterk deze kromme afwijkt van een vlak. De kromming en de torsie van een ruimtekromme zijn samen analoog aan de kromming van een vlakkromme. Zij zijn bijvoorbeeld coëfficiënten in het systeem van differentiaalvergelijkingen voor het Frenet-frame, dat wordt gegeven door de formules van Frenet-Serret.
De kromming is een positief getal, uitgedrukt in 1/lengte-eenheid, dat aangeeft hoeveel de kromme afwijkt van een rechte. Dit begrip bestaat zowel in twee als in drie dimensies. De kromming van een rechte lijn is nul, die van een cirkel is 1 gedeeld door de straal.
De torsie wordt eveneens uitgedrukt in 1/lengte-eenheid, en kan positief, nul of negatief zijn. Indien een ruimtekromme in een vlak ligt is haar torsie nul. Een eenvoudig voorbeeld is te vinden in het artikel over de schroeflijn.
De torsie van een ruimtekromme r(t) wordt gegeven door:
{\displaystyle \tau ={{\left({\mathbf {r} '\times \mathbf {r} ''}\right)\cdot \mathbf {r} '''} \over {\left\|{\mathbf {r} '\times \mathbf {r} ''}\right\|^{2}}}.}